# Campionati mondiali di ginnastica ritmica sportiva 1991
I XV Campionati mondiali di ginnastica ritmica sportiva si sono svolti ad Il Pireo, (Stadio della pace e dell'amicizia) in Grecia, dal 9 al 13 ottobre 1991.

## Risultati
| Evento                          | Oro                                          | Argento                                      | Bronzo                                 |
| Individuale (clavette)          | Oleksandra Tymošenko Unione Sovietica 10,000 | Mila Marinova Bulgaria 9,975                 | Samantha Ferrari Italia 9,675          |
| Individuale (palla)             | Oleksandra Tymošenko Unione Sovietica 9,975  | Oksana Skaldina Unione Sovietica 9,800       | Mila Marinova Bulgaria 9,750           |
| Individuale (cerchio)           | Oleksandra Tymošenko Unione Sovietica 10,000 | Mila Marinova Bulgaria 9,975                 | Oksana Skaldina Unione Sovietica 9,950 |
| Individuale (fune)              | Oleksandra Tymošenko Unione Sovietica 9,975  | Kristina Šekorova Bulgaria 9,800             | Oksana Skaldina Unione Sovietica 9,725 |
| Individuale (concorso completo) | Oksana Skaldina Unione Sovietica 39,575      | Oleksandra Tymošenko Unione Sovietica 39,450 | Mila Marinova Bulgaria 39,150          |
| Gruppo (6 nastri)               | Unione Sovietica 38,900                      | Bulgaria / Spagna 38,850                     | --                                     |
| Gruppo (3 funi, 3 palle)        | Unione Sovietica 38,900                      | Spagna 38,750                                | Corea del Nord 38,700                  |
| Gruppo (concorso completo)      | Spagna 38,850                                | Unione Sovietica 38,800                      | Corea del Nord 38,500                  |
| Concorso a squadre              | Unione Sovietica 118,450                     | Bulgaria 115,850                             | Spagna 112,600                         |

## Medagliere
| Pos. | Nazione          | Oro | Argento | Bronzo | Totale |
| 1    | Unione Sovietica | 8   | 3       | 2      | 13     |
| 2    | Spagna           | 1   | 2       | 1      | 4      |
| 3    | Bulgaria         | 0   | 5       | 2      | 7      |
| 4    | Corea del Nord   | 0   | 0       | 2      | 2      |
| 5    | Italia           | 0   | 0       | 1      | 1      |